# Georg Amft
Georg Amft (ur. 25 stycznia 1873 w Jaszkowej Górnej, zm. 9 lipca 1937 w Polanicy-Zdroju) – niemiecki nauczyciel z zawodu, z zamiłowania kompozytor i badacz pieśni ludowych związanych z ziemią kłodzką.

## Życiorys
Urodził się w 1873 roku w Jaszkowej Górnej, w rodzinie chłopskiej. W 1893 roku ukończył Seminarium Nauczycielskie w Bystrzycy Kłodzkiej. Następnie w latach 1899–1901 studiował w Królewskim Instytucie Sztuki Kościelnej w Berlinie, po którego ukończeniu wrócił do Bystrzycy Kłodzkiej, gdzie znalazł zatrudnienie jako nauczyciel muzyki w swojej macierzystej szkole. Zasłużył się tu zwłaszcza na polu badań etnograficznych, ponieważ zebrał ponad 1800 najróżniejszych pieśni i przyśpiewek ludowych z terenu hrabstwa kłodzkiego. Opublikował je częściowo w 1911 roku w śpiewniku Volkslied der Grafschaft Glatz (Pieśni ludowe Hrabstwa Kłodzkiego). Zbiór ten zawierał 736 utworów. Drugi tom zbioru z 800 pieśniami zaginął. W 1913 roku uzyskał tytuł królewskiego dyrektora muzycznego. Brał krótko udział w działaniach wojennych podczas I wojny światowej na froncie rosyjskim. Po powrocie z walk, w latach 1916–1919 był nauczycielem muzyki w Seminarium Nauczycielskim w Bydgoszczy, a następnie ponownie w Bystrzycy Kłodzkiej. Po przekształceniu tej placówki w 1925 roku w Średnią Szkołę Uzupełniającą został tam nauczycielem drugiego stopnia. W 1935 roku przeszedł na emeryturę i osiedlił się w Polanicy-Zdroju, gdzie zmarł w 1937 roku.

## Twórczość
Jego własna twórczość obejmuje msze, pieśni kościelne, pieśni wokalne i chóralne, muzykę instrumentalną, m.in. na orkiestrę szkolną, 20 utworów na instrumenty smyczkowe, jak również sześciofazowy kwintet smyczkowy – Bilder aus den Bergen (Obrazki z gór).